# Bilon
Bilon là hợp kim thuộc nhóm kim loại quý (thông thường có rất nhiều bạc, và đôi khi có vàng), trên cơ sở một kim loại khác, ở đây là đồng. Bilon được sử dụng trong các công việc chế tạo tiền xu, huy chương và các loại kỷ niệm chương.
Nguyên gốc từ bilon xuất xứ từ tiếng Latin billo, có nghĩa là "một đồng xu có nhiều đồng", hay đơn giản là "đơn vị của tiền công".
Bilon được sử dụng suốt từ thời Hy Lạp cổ đại cho đến thời Trung cổ ở Hy Lạp. Khoảng thế kỷ thứ V đến VI trướcCN ở đảo Lesbos dùng loại bilon có hàm lượng 60%Cu và 40%bạc, nhưng đến thời Trung cổ thì có một số bilon chỉ có từ 20% đến 25% bạc trong hàm lượng.